# 孙道临电影艺术馆
30°49′52″N 120°55′19″E / 30.83103°N 120.92203°E
孙道临电影艺术馆位于浙江省嘉善县，是为纪念电影艺术家孙道临而修建的艺术馆。

## 历史
该馆是中华人民共和国第一个以电影艺术家名字命名的综合性电影艺术馆，2003年立项，2007年2月2日开馆，当时85岁高龄的孙道临仍然抱病出席开馆仪式。